# ستيفن إم. روس
ستيفن إم. روس (بالإنجليزية: Stephen M. Ross)‏ هو محامي أمريكي، ولد في 10 مايو 1940 في ديترويت في الولايات المتحدة.